# Елизабет Анжуйска
Елизабет (Изабела) Анжуйска (на унгарски: Anjou Izabella, на италиански: Isabella d'Angiò, на немски: Elisabeth von Sizilien, Isabella von Anjou; * ок. 1261; † между 1290 и 1304) от Анжу-Сицилиански дом, е унгарска кралица от 1272 до 1290 г.

## Биография
Тя е най-малкото дете на краля на Неапол Карл I Анжуйски от Анжуйската династия и първата му съпруга Беатрис Прованска.
Елизабет се омъжва на 11 години през 1272 г. за Ласло IV Куманина († 1290), крал на Унгария от 1272 до 1290 г. от династията Арпади, който е с една година по-малък от нея. Ласло е коронован за крал през септември същата година едва на 10 години. Те нямат деца.
Ласло е убит през 1290 г. след 18 години брак и управление. Елизабет умира през 1294 – 1304 г. Погребана е в доминиканския манастир в Неапол.